# Željeznička pruga Dugo Selo – Novska
Željeznička pruga Dugo Selo – Novska (službeno: Željeznička pruga M103) je 83,405 km duga pruga koja povezuje Dugo Selo koje istočno od Zagreba i Novsku koja se nadovezuje na prugu Novska – Tovarnik prema Beogradu. 
Pruga slijedi tok rijeke Save. Sastavni je dio Paneuropskog koridora X koji ide od Salzburga i Ljubljane prema Skoplju i Solunu.